# Falling in Reverse/Diskografie
Diese Diskografie ist eine Übersicht über die musikalischen Werke der US-amerikanischen Post-Hardcore- und Metalcore-Band Falling in Reverse. Den Schallplattenauszeichnungen zufolge hat die Band bisher mehr als 6,4 Millionen Tonträger verkauft, davon alleine über 5,5 Millionen in ihrem Heimatland. Die erfolgreichste Veröffentlichung ist die Single Popular Monster mit über 3,4 Millionen verkauften Einheiten.

## Alben

### Studioalben
| Jahr | Titel Musiklabel                      | Höchstplatzierung, Gesamtwochen, AuszeichnungChartplatzierungen (Jahr, Titel, Musiklabel, Platzierungen, Wochen, Auszeichnungen, Anmerkungen) | Höchstplatzierung, Gesamtwochen, AuszeichnungChartplatzierungen (Jahr, Titel, Musiklabel, Platzierungen, Wochen, Auszeichnungen, Anmerkungen) | Höchstplatzierung, Gesamtwochen, AuszeichnungChartplatzierungen (Jahr, Titel, Musiklabel, Platzierungen, Wochen, Auszeichnungen, Anmerkungen) | Höchstplatzierung, Gesamtwochen, AuszeichnungChartplatzierungen (Jahr, Titel, Musiklabel, Platzierungen, Wochen, Auszeichnungen, Anmerkungen) | Höchstplatzierung, Gesamtwochen, AuszeichnungChartplatzierungen (Jahr, Titel, Musiklabel, Platzierungen, Wochen, Auszeichnungen, Anmerkungen) | Höchstplatzierung, Gesamtwochen, AuszeichnungChartplatzierungen (Jahr, Titel, Musiklabel, Platzierungen, Wochen, Auszeichnungen, Anmerkungen) | Anmerkungen                                               |
| Jahr | Titel Musiklabel                      | DE | AT | CH | UK | US | Rock | Anmerkungen                                               |
| ---- | ------------------------------------- | --- | --- | --- | --- | --- | --- | --------------------------------------------------------- |
| 2011 | The Drug in Me Is You Epitaph Records | — | — | — | UK— SilberUK | US19 Gold · (8 Wo.)US | Rock3 (6 Wo.)Rock | Erstveröffentlichung: 26. Juli 2011 Verkäufe: + 560.000   |
| 2013 | Fashionably Late Epitaph Records      | — | — | — | UK75 (1 Wo.)UK | US17 (5 Wo.)US | Rock4 (6 Wo.)Rock | Erstveröffentlichung: 18. Juni 2013                       |
| 2015 | Just Like You Epitaph Records         | — | — | — | UK57 (1 Wo.)UK | US21 (4 Wo.)US | Rock4 (5 Wo.)Rock | Erstveröffentlichung: 24. Februar 2015                    |
| 2017 | Coming Home Epitaph Records           | — | — | — | UK89 (1 Wo.)UK | US34 (2 Wo.)US | Rock5 (2 Wo.)Rock | Erstveröffentlichung: 7. April 2017                       |
| 2024 | Popular Monster Epitaph Records       | DE10 (8 Wo.)DE | AT2 (12 Wo.)AT | CH9 (3 Wo.)CH | UK29 (2 Wo.)UK | US12 Gold · (7 Wo.)US | Rock4 (4 Wo.)Rock | Erstveröffentlichung: 16. August 2024 Verkäufe: + 535.000 |

## Singles
| Jahr | Titel Album                                     | Höchstplatzierung, Gesamtwochen, AuszeichnungChartplatzierungen (Jahr, Titel, Album, Platzierungen, Wochen, Auszeichnungen, Anmerkungen) | Höchstplatzierung, Gesamtwochen, AuszeichnungChartplatzierungen (Jahr, Titel, Album, Platzierungen, Wochen, Auszeichnungen, Anmerkungen) | Höchstplatzierung, Gesamtwochen, AuszeichnungChartplatzierungen (Jahr, Titel, Album, Platzierungen, Wochen, Auszeichnungen, Anmerkungen) | Anmerkungen                                                       |
| Jahr | Titel Album                                     | UK | US | Rock | Anmerkungen                                                       |
| ---- | ----------------------------------------------- | --- | --- | --- | ----------------------------------------------------------------- |
| 2011 | Raised by Wolves The Drug in Me Is You          | — | — | — | Erstveröffentlichung: 1. Juni 2011                                |
| 2011 | The Drug in Me Is You                           | UK— SilberUK | — | — | Erstveröffentlichung: 28. Juni 2011 Verkäufe: + 200.000           |
| 2011 | I’m Not a Vampire The Drug in Me Is You         | UK— SilberUK | — | — | Erstveröffentlichung: 24. Oktober 2011 Verkäufe: + 200.000        |
| 2012 | Good Girls, Bad Guys The Drug in Me Is You      | — | — | — | Erstveröffentlichung: 18. Juni 2012                               |
| 2012 | Pick Up the Phone The Drug in Me Is You         | — | — | — | Erstveröffentlichung: 18. Juni 2012                               |
| 2013 | Alone Fashionably Late                          | — | — | Rock27 (4 Wo.)Rock | Erstveröffentlichung: 7. Mai 2013                                 |
| 2013 | Fashionably Late                                | — | — | Rock46 (1 Wo.)Rock | Erstveröffentlichung: 21. Mai 2013                                |
| 2013 | Born to Lead Fashionably Late                   | — | — | — | Erstveröffentlichung: 30. Mai 2013                                |
| 2013 | Bad Girls Club Fashionably Late                 | — | — | — | Erstveröffentlichung: 5. November 2013                            |
| 2014 | Keep Holding On Fashionably Late                | — | — | — | Erstveröffentlichung: 15. Januar 2014                             |
| 2014 | God, If You’re Above… Just Like You             | — | — | Rock45 (1 Wo.)Rock | Erstveröffentlichung: 15. Dezember 2014                           |
| 2015 | Guillotine IV (The Final Chapter) Just Like You | — | — | — | Erstveröffentlichung: 13. Januar 2015                             |
| 2015 | Stay Away Just Like You                         | — | — | — | Erstveröffentlichung: 15. Februar 2015                            |
| 2015 | Sexy Drug Just Like You                         | — | — | — | Erstveröffentlichung: 16. Februar 2015                            |
| 2015 | Just Like You                                   | — | — | — | Erstveröffentlichung: 25. Februar 2015                            |
| 2016 | Chemical Prisonder Just Like You                | — | — | — | Erstveröffentlichung: 27. Januar 2016                             |
| 2016 | Coming Home                                     | — | — | — | Erstveröffentlichung: 18. Dezember 2016                           |
| 2017 | Loser Coming Home                               | — | — | Rock35 (1 Wo.)Rock | Erstveröffentlichung: 19. Januar 2017                             |
| 2017 | Broken Coming Home                              | — | — | — | Erstveröffentlichung: 21. März 2017                               |
| 2017 | Superhero Coming Home                           | — | — | — | Erstveröffentlichung: 10. Juli 2017                               |
| 2017 | Fuck You and All Your Frieds Coming Home        | — | — | — | Erstveröffentlichung: 28. November 2017                           |
| 2018 | Losing My Mind –                                | — | — | Rock50 (1 Wo.)Rock | Erstveröffentlichung: 22. Februar 2018                            |
| 2018 | Losing My Life –                                | — | — | — | Erstveröffentlichung: 26. Juni 2018                               |
| 2019 | Drugs –                                         | — | — | — | Erstveröffentlichung: 8. April 2019 feat. Corey Taylor            |
| 2019 | Popular Monster                                 | UK— SilberUK | US— ×3DreifachplatinUS | Rock4 (32 Wo.)Rock | Erstveröffentlichung: 20. November 2019 Verkäufe: + 3.425.000     |
| 2020 | The Drug in Me Is Reimagined –                  | — | — | Rock29 (2 Wo.)Rock | Erstveröffentlichung: 13. Februar 2020                            |
| 2021 | I’m Not a Vampire (Revamped) –                  | — | — | — | Erstveröffentlichung: Februar 2021                                |
| 2022 | Zombified Popular Monster                       | — | US— GoldUS | Rock16 (20 Wo.)Rock | Erstveröffentlichung: 5. Januar 2022 Verkäufe: + 500.000          |
| 2022 | Voices in My Head Popular Monster               | — | US— GoldUS | Rock19 (26 Wo.)Rock | Erstveröffentlichung: 28. Mai 2022 Verkäufe: + 500.000            |
| 2023 | Watch the World Burn Popular Monster            | UK95 (1 Wo.)UK | US83 Gold · (1 Wo.)US | Rock7 (20 Wo.)Rock | Erstveröffentlichung: 31. Januar 2023 Verkäufe: + 500.000         |
| 2023 | Last Resort (Reimagined) Popular Monster        | — | — | Rock13 (8 Wo.)Rock | Erstveröffentlichung: 26. Juni 2023; Original: Papa Roach         |
| 2024 | Ronald Popular Monster                          | — | — | Rock12 (8 Wo.)Rock | Erstveröffentlichung: 7. Mai 2024 feat. Tech N9ne & Alex Terrible |
| 2024 | All My Life Popular Monster                     | — | US77 (1 Wo.)US | Rock14 (21 Wo.)Rock | Erstveröffentlichung: 6. Juni 2024 feat. Jelly Roll               |
| 2024 | Prequel Popular Monster                         | — | — | Rock37 (2 Wo.)Rock | Erstveröffentlichung: 23. August 2024                             |
| 2025 | God Is a Weapon –                               | — | — | Rock21 (… Wo.)Rock | Erstveröffentlichung: 20. Mai 2025 feat. Marilyn Manson           |
| 2025 | All My Women –                                  | — | — | Rock25 (… Wo.)Rock | Erstveröffentlichung: 8. August 2025 feat. Hardy                  |

## Musikvideos
| Jahr | Titel                        | Regie          |
| ---- | ---------------------------- | -------------- |
| 2011 | The Drug in Me Is You        | Zach Merck     |
| 2011 | I’m Not a Vampire            | Zach Merck     |
| 2012 | Raised by Wolves             | Drew Russ      |
| 2012 | Good Girls, Bad Guys         | Zach Merck     |
| 2013 | Alone                        | David Solomini |
| 2013 | Bad Girls Club               | Zach Merck     |
| 2014 | Gangsta’s Paradise           | Dan Centrone   |
| 2015 | Just Like You                | Zach Merck     |
| 2016 | Chemical Prisoner            | Zach Merck     |
| 2017 | Coming Home                  | Jeb Hardwick   |
| 2017 | Superhero                    | Ethan Lader    |
| 2017 | Fuck You and All Your Frieds | Ethan Lader    |
| 2018 | Losing My Mind               | Ethan Lader    |
| 2018 | Losing My Life               | Ethan Lader    |
| 2019 | Drugs                        | Ethan Lader    |
| 2019 | Popular Monster              | Jensen Noen    |
| 2020 | The Drug in Me Is Reimagined | Jensen Noen    |
| 2021 | I’m Not a Vampire (Revamped) | Jensen Noen    |
| 2022 | Zombified                    | Jensen Noen    |
| 2022 | Voices in My Head            | Jensen Noen    |
| 2023 | Watch the World Burn         | Jensen Noen    |
| 2023 | Last Resort (Reimagined)     | Jensen Noen    |
| 2024 | Ronald                       | Jensen Noen    |
| 2024 | All My Life                  | Jensen Noen    |
| 2024 | Prequel                      | Jensen Noen    |
| 2025 | All My Women                 | Jensen Noen    |

## Sonderveröffentlichungen
| Jahr | Titel Musiklabel        | Anmerkungen                          |
| ---- | ----------------------- | ------------------------------------ |
| 2009 | Listen Up! Selbstverlag | Erstveröffentlichung: 2. Januar 2009 |

| Jahr | Titel Album                                           | Anmerkungen         |
| ---- | ----------------------------------------------------- | ------------------- |
| 2014 | Gangsta’s Paradise Punk Goes 90s Vol. 2               | Original: Coolio    |
| 2014 | She’s a Rebel Kerrang Does Green Day’s American Idiot | Original: Green Day |

## Statistik

### Chartauswertung
|                     | DE    | AT    | CH    | UK    | US    | Rock      |
| ------------------- | ----- | ----- | ----- | ----- | ----- | --------- |
| Nummer-eins-Alben   | DE—DE | AT—AT | CH—CH | UK—UK | US—US | Rock—Rock |
| Top-10-Alben        | DE1DE | AT—AT | CH1CH | UK—UK | US—US | Rock5Rock |
| Alben in den Charts | DE1DE | AT—AT | CH1CH | UK4UK | US3US | Rock5Rock |

|                       | UK    | US    | Rock       |
| --------------------- | ----- | ----- | ---------- |
| Nummer-eins-Singles   | UK—UK | US—US | Rock—Rock  |
| Top-10-Singles        | UK—UK | US—US | Rock5Rock  |
| Singles in den Charts | UK1UK | US2US | Rock15Rock |

### Auszeichnungen für Musikverkäufe
| Goldene Schallplatte - Australien - 2025: für das Album Popular Monster - Neuseeland - 2023: für die Single Popular Monster 3× Platin-Schallplatte - Australien - 2023: für die Single Popular Monster |

Anmerkung: Auszeichnungen in Ländern aus den Charttabellen bzw. Chartboxen sind in ebendiesen zu finden.
| Land/RegionAuszeichnungen für Musikverkäufe (Land/Region, Auszeichnungen, Verkäufe, Quellen) | Silber     | Gold     | Platin     | Verkäufe  | Quellen          |
| -------------------------------------------------------------------------------------------- | ---------- | -------- | ---------- | --------- | ---------------- |
| Australien (ARIA)                                                                            | —          | Gold1    | 3× Platin3 | 245.000   | aria.com.au      |
| Neuseeland (RMNZ)                                                                            | —          | Gold1    | —          | 15.000    | radioscope.co.nz |
| Vereinigte Staaten (RIAA)                                                                    | —          | 5× Gold5 | 3× Platin3 | 5.500.000 | riaa.com         |
| Vereinigtes Königreich (BPI)                                                                 | 4× Silber4 | —        | —          | 660.000   | bpi.co.uk        |
| Insgesamt                                                                                    | 4× Silber4 | 7× Gold7 | 6× Platin6 |           |                  |